# جواد الشهيلي
جواد غانم الشهيلي، سياسي عراقي بارز، وخبير في الإدارة المالية. ومحاسب قانوني، شغل منصب عضو مجلس النواب العراقي (2010-2014) ومستشار رئيس الوزراء العراقي ونقيب المحاسبين والمدققين العراقيين، وشغل مناصب قيادية في عدة مؤسسات محاسبية  واقتصادية على المستويين العراقي والعربي. يُعرف بجهوده في تطوير مهنة المحاسبة والتدقيق في العراق وتعزيز الشفافية المالية ومكافحة الفساد. كما أنه أحد الشخصيات الفاعلة في المشهد السياسي العراقي، حيث كان له دور مهم في صياغة القوانين المالية والاقتصادية خلال فترة عضويته في مجلس النواب العراقي.

## المسيرة المهنية
- نقيب المحاسبين والمدققين العراقيين[4] (2018 - حتى الآن): قاد جهود إصلاح وتحديث المعايير المحاسبية في العراق وأطلق برامج تدريبية لرفع كفاءة المحاسبين الشباب.
- رئيس الاتحاد العام للمحاسبين والمراجعين العرب[5] (2023 - حتى الآن): أول عراقي يتولى هذا المنصب، وركز على تعزيز التعاون العربي في مجال المحاسبة والتدقيق المالي.
- عضو مجلس النواب العراقي (2010-2014):[6] كان عضوًا في لجنة النزاهة البرلمانية وساهم في إعداد قوانين تتعلق بالشفافية المالية ومكافحة الفساد وتنظيم إدارة الأموال العامة.
- مستشار رئيس الوزراء العراقي (2015-2016): قدم استشارات في السياسات الاقتصادية وساهم في وضع استراتيجيات لمكافحة الفساد المالي والإداري.
- نائب رئيس الهيئة السياسية للتيار الصدري:[7] شارك في رسم السياسات العامة للتيار وساهم في اتخاذ القرارات السياسية المهمة.
- رئيس الادعاء العام والنزاهة في الهيئة السياسية للتيار الصدري: عمل على تعزيز ممارسات مكافحة الفساد وترسيخ مبادئ الحوكمة الرشيدة.

## الاحكام القضائية
في عام 2017 اعتقلت وزارة الداخلية العراقية جواد الشهيلي بتهمة تهريبه مدير شركة التجهيزات الزراعية عصام جعفر عليوي المدان بالفساد من مركز شرطة زيونة في العاصمة بغداد. لاحقاً أصدرت محكمة عراقية، حكما بالسجن لمدة سنة مع وقف التنفيذ على جواد الشهيلي لمشاركته في تهريب مسؤول حكومي مدان بالفساد من سجنه.